# Cavoletto (film)
Cavoletto (in russo Пышка?, Pyška) è un film del 1934 diretto da Michail Romm. Per Romm, che l'anno prima aveva iniziato a lavorare come sceneggiatore, fu l'esordio nella regia.
Tratto da Palla di sego, il film è uno degli adattamenti cinematografici della novella pubblicata da Guy de Maupassant nel 1880.

## Trama
In Normandia, nell'inverno 1870-1871, la città di Rouen è invasa dalle truppe prussiane. Un gruppo di dieci persone, per evitare l'occupazione, sale in fretta e furia sulla diligenza diretta a Dieppe. Sono una coppia di borghesi, due commercianti, un paio di nobili e un paio di suore, un democratico e Pyška, l'unica tanto previdente da essersi portata un cesto di provviste. Gli altri componenti del gruppo trattano altezzosamente la ragazza, colpevole ai loro occhi, di essere una poco di buono. Ma, quando il viaggio comincia a durare più del previsto, uno alla volta si avvicinano a Pyška per poter approfittare del suo cibo che lei elargisce con estrema generosità. Dovendosi fermare a una stazione di posta, la diligenza non può più ripartire perché l'ufficiale prussiano responsabile lascia chiaramente intendere che darà loro il permesso necessario solo se Pyška pagherà in natura. La ragazza, fervente patriota, dapprima rifiuta orgogliosamente, sostenuta dai compagni di viaggio che approvano la sua scelta. In seguito, però, il gruppo inizia a fare pressione su Pyška perché ceda, stufi come sono di dover restare in quella locanda senza vedere altra via di uscita se non quella di farla prostituire.
Quando la giovane ha assolto il proprio compito, la diligenza può finalmente ripartire, accompagnata da un soldato prussiano di scorta. Il gruppo di viaggiatori riprende l'atteggiamento ostile verso Pyška che, come volevasi dimostrare, si è comportata come una poco di buono. Durante la sosta forzata, tutti si sono largamente riforniti di provviste: ora è Pyška a essere priva di sostentamento, avendo avuto ovviamente altro da fare. Ma, nessuno la soccorre; anzi, il suo pianto provoca l'ira rabbiosa degli altri nove. Sarà il giovane soldato ad avere un po' di pietà e a dividere con lei del pane.

## Produzione
Il film fu prodotto dalla Mosfil'm.

## Distribuzione
Uscì nelle sale cinematografiche dell'Unione Sovietica il 15 settembre 1934.
Il 4 maggio 1958, il film venne distribuito negli Stati Uniti - sottotitolato - con il titolo Boule de suif dalla Artkino Pictures.